# David Fredrik von Siegroth
David Fredrik von Siegroth, död före 28 mars 1648, var en tysk-svensk militär och ämbetsman.

## Biografi
David Fredrik von Siegroth var son till artilleriöversten Hans Henrik von Siegroth. Han var 1612 elev vid hovskolan i Kassel och följde troligen fadern då denne 1618 reste till Sverige. År 1623 blev von Siegroth kapten och chef för ett nyuppsatt svenskt artillerikompani, och 1629 erhöll han överstes titel. Samma år fick han tillstånd att framställa kanoner av stångjärn och konstruerade i anknytning till en av fadern uppfunnen metod 1630 de så kallade regementskanerna, som flitigt användes i trettioåriga kriget. von Siegroth deltog i de livländska, preussiska och tyska fälttågen, 1632 uppgjorde han standardritningar till nya artilleripjäser. År 1636 återvände han till Sverige efter en tvåårig fångenskap hos de kejeserliga. Han hade sannolikt redan före 1630 erhållit direktionen över alla bergverk i Sverige, blev detta år som bergöverste kronans ombud vid tillverkningen av kopparkanoner i Dalarna, utnämndes 1634 till överbergmästare över rikets silver-, koppar- och blygruvor samt fick 1643 även uppsikten över bergverken i Finland. År 1637 förordnades von Siegroth även till assessor i Bergskollegium. Under de följande åren utförde han ett stort arbete på att organisera svensk saltindustri, företog rekognoceringar i olika skärgårdar och upprättade 1640 ett saltverk. Varken detta, eller de saltsjuderier som von Siegroth anlade i Finland lönade sig dock, och ha led stora ekonomiska förluster på dessa industrier. År 1644 utnämndes han till överste för artilleriet i Sverige och deltog i 1644 års fälttåg i Skåne. Han avled troligen på en resa i Tyskland hösten 1647.